# How to be a Girl
〈How to be a Girl〉은 일본의 가수 아무로 나미에의 열 번째 싱글 앨범으로, 1997년 5월 21일 발매되었다. (8cm CD: AVDD-20185) 작사를 코무로 테츠야와 MARC (마크 팬서)가 함께 썼으며, 작곡과 편곡은 코무로가 맡았다. 이 곡은 아무로가 출연했던 브리스톨 마이어스 (지금의 시세이도)의 화장품 광고의 이미지 송으로 사용되었다.
누계 출하량은 110만 장이며, 아무로 나미에가 기록한 싱글 판매량 중에서 7번째로 많은 판매량을 기록했다. 발매된지 한 달만인 1997년 6월에 일본레코드협회로부터 밀리언 셀러 인정을 받았다. 아무로는 이 작품까지 더해, 솔로 가수로 데뷔한지 약 2년 1개월만에 자신의 싱글 판매량이 도합 1,000만 장을 돌파했는데, 그전까지 이 기록을 보유하고 있던 핑크 레이디의 2년 7개월을 훌쩍 앞당긴 것이었다.

## 수록곡
- 믹싱: 에디 델레나 (Eddie DeLena)

| #            | 제목                                           | 작사                 | 작곡          | 편곡          | 재생 시간 |
| ------------ | ---------------------------------------------- | -------------------- | ------------- | ------------- | --------- |
| 1.           | 〈〈How to be a Girl〉〉 (STRAIGHT RUN)        | 코무로 테츠야 / MARC | 코무로 테츠야 | 코무로 테츠야 | 4:25      |
| 2.           | 〈〈How to be a Girl〉〉 (ADULT EDUCATION MIX) |                      |               |               | 4:47      |
| 3.           | 〈〈How to be a Girl〉〉 (INSTRUMENTAL)        |                      |               |               | 4:24      |
| 총 재생 시간 | 총 재생 시간                                   | 총 재생 시간         | 총 재생 시간  | 총 재생 시간  | 13:36     |